# Mentyk

Huzar w dolmanie i narzuconym na ramiona mentyku

Mentyk (węg. mente) – szamerowana (zdobiona naszytymi pętlami) krótka kurtka podbita futrem, narodowy ubiór węgierski w XVI-XVIII wieku. Zakładana była na dolman (kurtkę mundurową). Powszechna w wojsku. Nosili ją huzarzy.